# CS Juventus Fălticeni
Juventus Fălticeni a fost club de fotbal din Fălticeni , România care a evoluat ultima dată în Liga a III-a.

## Palmares
Liga a IV-a Suceava
- Campioană (1): 2005–06

## Jucători

### Lotul sezonului 2009-2010
| Nr. |                   | Poziție | Jucător               |
| --- | ----------------- | ------- | --------------------- |
| 1   | România           | P       | Mihai Corneliu        |
| 3   | Republica Moldova | P       | Berozovschi Laurentiu |
| 4   | România           | P       | Streioanu Claudiu     |
| 5   | România           | P       | Ailenei Florin        |
| 6   | România           | F       | Munteanu Daniel Ilie  |
| 7   | România           | F       | Constantin Sergiu     |
| 8   | România           | F       | Sava Ionuț            |
| 9   | România           | F       | Baciu Nicolae         |
| 10  | România           | F       | Mihalache Cezar       |
| 11  | România           | F       | Spinu Andrei          |
| 12  | România           | M       | Bosancu Ovidiu        |
| 13  | România           | M       | Pentea Iulian Bogdan  |
| 14  | România           | M       | Suleru Gabriel        |
| 15  | România           | M       | Tomescu Radu          |

| Nr. |         | Poziție | Jucător                 |
| --- | ------- | ------- | ----------------------- |
| 16  | România | M       | Vrabie Alexandru        |
| 17  | România | M       | Luca Vasile             |
| 18  | România | M       | Zaremba Tudor           |
| 19  | România | M       | Craiu Ștefan            |
| 20  | România | M       | Matei Gabriel           |
| 21  | România | M       | Bolohan Liviu           |
| 22  | România | M       | Suman Petru             |
| 30  | România | M       | Placintă Ionuț          |
| 99  | România | A       | Prisaca Vladimir        |
| 55  | România | A       | Ciocârlan Adrian Marian |
| 63  | România | A       | Blaga Andrei            |
| 94  | România | A       | Cara Marian             |
| 77  | România | A       | Colban Constantin       |
| 49  | România | A       | Pacurari Ovidiu         |
| 90  | România | A       | Luchian Lucian          |